# Lindsey Hunter
Pour les articles homonymes, voir Hunter.
Lindsey Benson Hunter est un ancien joueur américain de basket-ball. Hunter est né le 3 décembre 1970 à Jackson, Mississippi et évolue au poste de meneur.

## Biographie
Lindsey Hunter, dont l'idole d'enfance est l'ancien meneur des Pistons de Détroit Isiah Thomas, fait sa carrière universitaire dans l'équipe des Jackson State Tigers de l'université d'État de Jackson, une équipe de bas niveau. Il marque 20,1 points, donne 3,7 passes décisives et prend 3,2 rebonds par rencontre. Il obtient de nombreuses distinctions universitaires et le numéro de son maillot (11) est depuis retiré à Jackson State. Il possède aussi 12 records de son équipe universitaire, dont le maximum de points inscrits en une saison (907) et de paniers à trois points réussis sur tout le cursus (293).
Hunter est drafté en NBA en 1993, en 10e position par les Pistons de Détroit. Il joue meneur derrière Isiah Thomas. Durant sept ans, il marque entre 7,5 points en 1994 et 14,2 points en 1997, avec même un record sur une rencontre de 37 points contre les Nets du New Jersey, le 15 novembre 1997.
En 2000, il joue une saison aux Bucks de Milwaukee (10,1 points), puis une aux Lakers de Los Angeles (5,8 points et un titre) puis une dernière aux Raptors de Toronto (9,7 points).
Il revient à Détroit lors de l'été 2003 mais le titulaire au poste de meneur est Chauncey Billups.
En mars 2007, il est contrôlé positif à une amphétamine, nommée phentermine et est suspendu dix jours.

## Clubs
- 1990-2000 : Pistons de Détroit (NBA)
- 2000-2001 : Bucks de Milwaukee (NBA)
- 2001-2002 : Lakers de Los Angeles (NBA)
- 2002-2003 : Raptors de Toronto (NBA)
- 2003-2008 : Pistons de Détroit (NBA)
- 2008-2010 : Bulls de Chicago (NBA)

## Palmarès
- Champion NBA en 2002 avec les Lakers et en 2004 et les Pistons